# Drosophila exiguitata
Drosophila exiguitata är en tvåvingeart som först beskrevs av Takada, Momma och Hiroshi Shima 1973.  Drosophila exiguitata ingår i släktet Drosophila och familjen daggflugor.
Artens utbredningsområde är Borneo.